# Kitwe

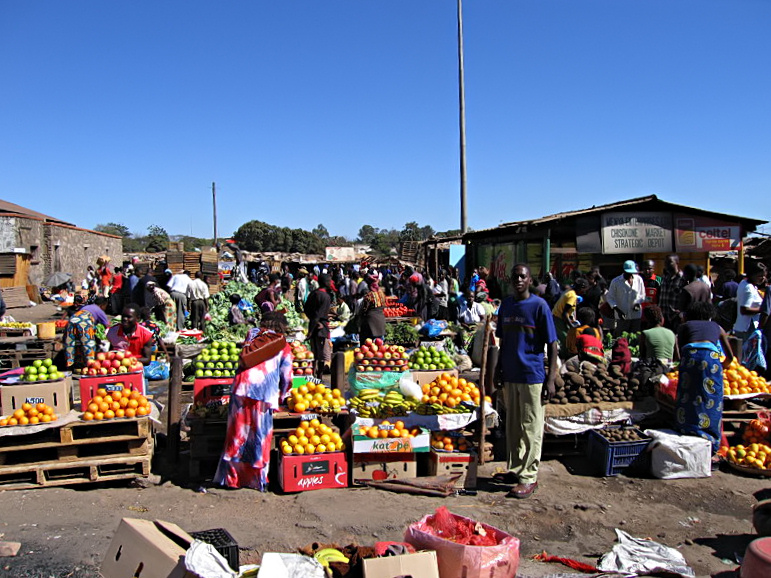
Marknad i Kitwe.

Kitwe (även: Kitwe-Nkana) är en stad i centrala Zambia. Den är den näst största staden i landet, med 501 360 invånare vid folkräkningen 2010. Den ligger mitt i Zambias koppargruvregion i provinsen Copperbelt.